# Dolcetto (vitigno)
Il Dolcetto è un vitigno a bacca nera coltivato soprattutto in Piemonte (in particolare a Ovada, nelle Langhe e a Dogliani).

## Sinonimi
Beina, Bignola, Bignona, Bignonina, Cassolo, Dolcetta Nera, Dolcetto Piemontese, Nibiò, Ormeasco, Uva d'Acqui, Uva di Ovada, Uva di Roccagrimalda. 

## Caratteristiche ampelografiche

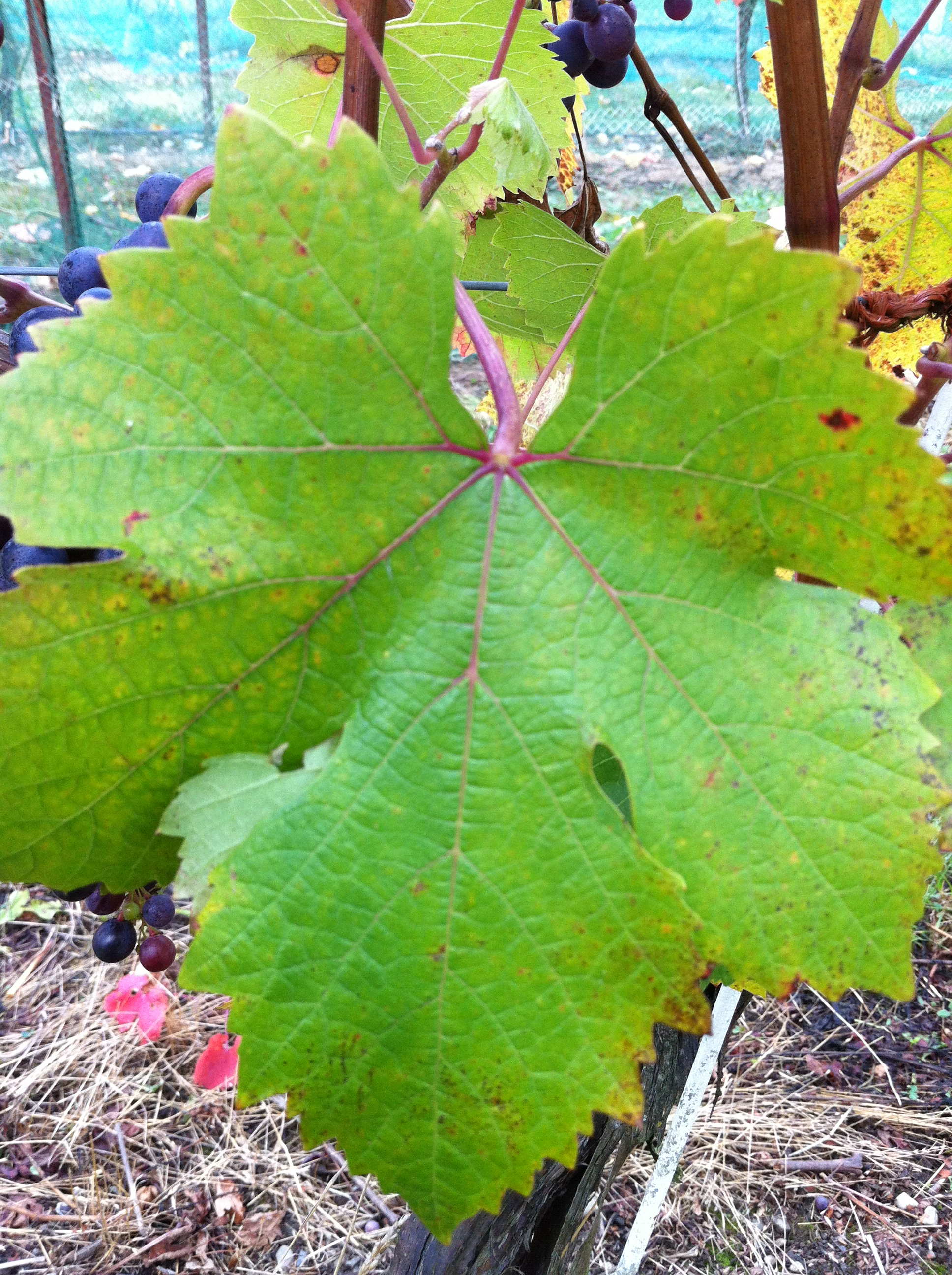
Una foglia di Dolcetto

Foglia media, di solito pentalobata. Grappolo conico allungato, generalmente alato, spargolo.
Acino di medie dimensioni, rotondo (ma non uniforme). La buccia è di colore nero-bluastro, sottile e pruinosa.
La maturazione è medio-precoce (seconda metà di settembre), la vigoria media, la produttività buona.

## Storia
L'origine di questo vitigno autoctono è dibattuta, ed è contesa tra il Monferrato e la Liguria. Se ne hanno notizie certe solo nel XVIII sec., dove era coltivato ad Acqui e ad Alessandria.
L'origine del nome è dibattuta: l'ipotesi prevalente ritiene che derivi dall'elevata dolcezza dell'uva matura, mentre una seconda tesi ritiene che derivi da dosset, ossia bassa collina.
Non è da escludere che come accade per altri vitigni piemontesi, anche il Dolcetto contenga nel proprio nome dialettale una descrizione del carattere gustativo che lo caratterizza rispetto alle altre uve da vino rosso autoctone: mentre Barbera e Nebbiolo, infatti, da giovani si presentano molto meno beverini, più acida la prima e più duro, per via dei tannini, il secondo, il Dolcetto, presenta bassa acidità e bouquet suadente, tanto da risultare alla bocca molto più morbido, si direbbe oggi. In Piemontese, questa caratteristica si può rendere ricorrendo ad un adattamento dell'aggettivo dolce (doss, dove la "o" si pronuncia come l'italiana "u") rispetto al quale il suffisso diminutivo-vezzeggiativo "et" svolge lo stesso ruolo del suffisso "ish" rispetto agli aggettivi inglesi. 
Dosset, dunque potrebbe indicare il carattere di morbidezza che da generazioni viene ubiquamente riconosciuto al vino, in una lingua che, in carenza di un aggettivo proprio "originale", adatta quello che appare semanticamente più prossimo, ovvero il segno che indica la dolcezza: non per dire che questo sia un vino dolce, ma che la sua morbidezza, vagamente (ecco il senso del suffisso), ricorda la piacevolezza che solitamente si riscontra nei vini propriamente dolci.

## Il vino
Dalle uve del Dolcetto si ottiene un vino di colore rosso rubino (eventualmente con riflessi violacei), in genere con profumo intenso di liquirizia, mandorla amara, more e ciliegie e talora con richiami floreali, dal gusto secco, amarognolo, di medio corpo, poco acido, abbastanza tannico, morbido e armonico.
È un vino che diventa pronto alla beva abbastanza in fretta, da consumarsi quindi entro il primo anno dalla vendemmia o comunque dopo un breve invecchiamento.